# Efialtes de Mèlida
Efialtes (en llatí Ephialtes, en grec antic Ἐφιάλτης) fou un pastor de Mèlida (Tessàlia, al sud-est de les Termòpiles), que va trair la seva pàtria amb l'esperança de rebre una recompensa dels perses. L'any 480 aC va guiar el cos de l'exèrcit dels perses anomenat els Immortals per una sendera de muntanya al voltant de la posició grega en el pas de les Termòpiles, defensat per Leònides I. Això va permetre als perses sorprendre els grecs per la rereguarda.
Després, per por de la venjança dels espartans, va fugir a Tessàlia, i el Consell de l'Amfictionia va posar preu al seu cap. Al cap d'un temps va tornar a Mèlida, on fou assassinat per Atenades de Traquínia, però per una causa no connectada amb la seva ajuda als perses. Heròdot no menciona aquesta causa. D'Efialtes en parlen també Pausànies, Estrabó i Poliè.